# Tortenring
Der Tortenring ist ein Hilfsmittel des Konditors oder Pâtissier zur Herstellung von runden Torten.

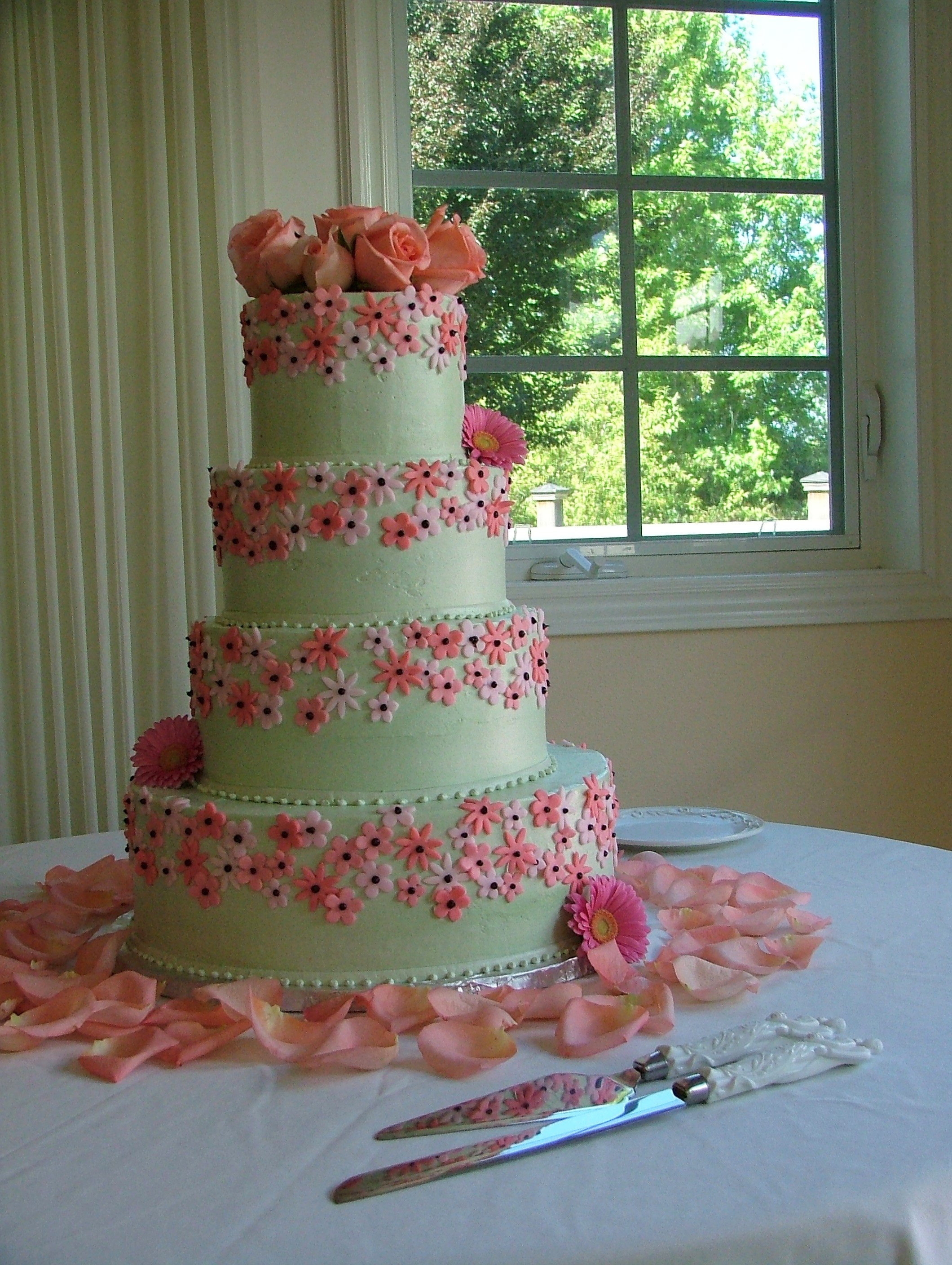
Mehrstufige Hochzeitstorte

## Beschreibung
Es handelt sich um einen üblicherweise 8–12 cm breiten, etwa 1 m langen Streifen, manchmal aus Kunststoff oder Aluminiumblech, meist aus Edelstahlblech. Im Gegensatz zur Springform, in welcher Kuchen oder Tortenböden gebacken werden, besitzt der Tortenring keinen Boden und lässt sich meist durch Klemmung oder Schlitzungen an den Enden auf verschiedene Durchmesser einstellen. Feste Tortenringe in verschiedenen Durchmessern werden im professionellen Bereich, beispielsweise für Stufentorten (beispielsweise: Hochzeitstorten) genutzt.
Zur Herstellung eckiger Kuchen oder Torten werden Backrahmen verwendet.

## Verwendung
Der Tortenring wird um den vorgebackenen Tortenboden gelegt. Während bei einfachen Obsttorten der Tortenguss meist löffelweise über den Früchten verteilt wird und dadurch eine unebene Oberfläche entsteht, aus welcher oft einzelne Früchte herausragen, können mit einem Tortenring dickere Tortengussschichten mit ebener Oberfläche hergestellt werden. Der Tortenring verhindert ein Herablaufen des Tortengusses am Rand. Nach dem Erstarren und Erkalten des Tortengusses kann der Tortenring einfach entfernt werden. Vielfach dient er zusätzlich noch als Transportsicherung.
Bei Sahne- oder Cremetorten erleichtert der Tortenring das Schichten und das Füllen, beispielsweise bei Sahnetorten. Leichtes Einfetten und Bestreuen mit Puderzucker erleichtert dabei das spätere Ablösen des Ringes von der Torte.
Mit einem ebenen, ungelochten Patisserieblech als Boden kann der Tortenring aus Metall auch zum Backen von Tortenböden genutzt werden. Im Privathaushalt sind dafür Springformen üblich. Durch deren eingeklemmten Boden sind sie sicherer gegen Auslaufen.